# Lonely Girl (альбом)
Lonely Girl — второй студийный альбом американской певицы Джули Лондон, выпущенный в 1956 году на лейбле Liberty Records. Продюсером альбома стал Бобби Труп. Если на предыдущем альбоме певица аккомпанировали двое: гитарист и контрабасист, то в данной сессии участвовал лишь один гитарист Эл Виола.

## Список композиций
| №  | Название                            | Автор(ы)                                      | Длительность |
| -- | ----------------------------------- | --------------------------------------------- | ------------ |
| 1. | «Lonely Girl»                       | Бобби Труп                                    | 2:35         |
| 2. | «Fools Rush In»                     | Руб Блум, Джонни Мерсер                       | 2:10         |
| 3. | «Moments Like This»                 | Фрэнк Лессер, Бертон Лэйн                     | 2:41         |
| 4. | «I Lost My Sugar in Salt Lake City» | Леон Рене, Джонни Лэнг                        | 2:38         |
| 5. | «It’s the Talk of the Town»         | Джерри Ливингстон, Эл Дж Нейбург, Марти Саймс | 2:38         |
| 6. | «What’ll I Do»                      | Ирвинг Берлин                                 | 1:56         |

| №                   | Название                       | Автор(ы)                    | Длительность |
| ------------------- | ------------------------------ | --------------------------- | ------------ |
| 1.                  | «When Your Lover Has Gone»     | Эйнар Суон,                 | 2:12         |
| 2.                  | «Don’t Take Your Love From Me» | Генри Немо                  | 2:33         |
| 3.                  | «Where or When»                | Ричард Роджерс, Лоренц Харт | 2:40         |
| 4.                  | «All Alone»                    | Ирвинг Берлин               | 1:53         |
| 5.                  | «Mean to Me»                   | Рой Терк, Фред Алерт        | 2:14         |
| 6.                  | «How Deep Is the Ocean»        | Ирвинг Берлин               | 2:13         |
| 7.                  | «Remember»                     | Ирвинг Берлин               | 1:46         |
| Общая длительность: | Общая длительность:            | Общая длительность:         | 30:09        |

## Чарты
| Чарт (1956)             | Высшая позиция |
| ----------------------- | -------------- |
| США (Billboard Top LPs) | 16             |